# Бјелановац
Бјелановац је насељено место у саставу града Липика, у западној Славонији, Република Хрватска.

## Географија
Бјелановац се налази јужно од Липика, на цести према Окучанима.

## Историја
До нове територијалне организације у Хрватској, налазило се у саставу бивше велике општине Пакрац. Бјелановац се од распада Југославије до маја 1995. године налазио у Републици Српској Крајини.

## Становништво
На попису становништва 2011. године, Бјелановац је имао 12 становника.
| Националност       | 1991.       |
| Срби               | 40 (68,96%) |
| Хрвати             | 6 (10,34%)  |
| Југословени        | 10 (17,24%) |
| остали и непознато | 2 (3,44%)   |
| Укупно             | 58          |